# Shannonomyia (Shannonomyia) cingara
Shannonomyia (Shannonomyia) cingara is een tweevleugelige uit de familie steltmuggen (Limoniidae). De soort komt voor in het Neotropisch gebied.